# Nico Gleirscher
Nico Gleirscher (17 marzo 1997) è uno slittinista austriaco, campione mondiale nel singolo sprint a Schönau am Königssee 2021.
È il figlio di Gerhard ed è fratello di David, a loro volta slittinisti di alto livello.

## Biografia
Ha iniziato a gareggiare per la nazionale austriaca nelle varie categorie giovanili, classificandosi al secondo posto in classifica generale della Coppa del Mondo giovani nel 2013/14 e al terzo in quella juniores nel 2014/15. Ha inoltre conquistato quattro medaglie ai campionati mondiali juniores, di cui un argento nel singolo a Sigulda 2017 e tre bronzi (singolo a Lillehammer 2015, gara a squadre a Winterberg 2016 e a Sigulda 2017). Completano il suo palmarès giovanile altre quattro medaglie ottenute agli europei juniores (un argento e tre bronzi).

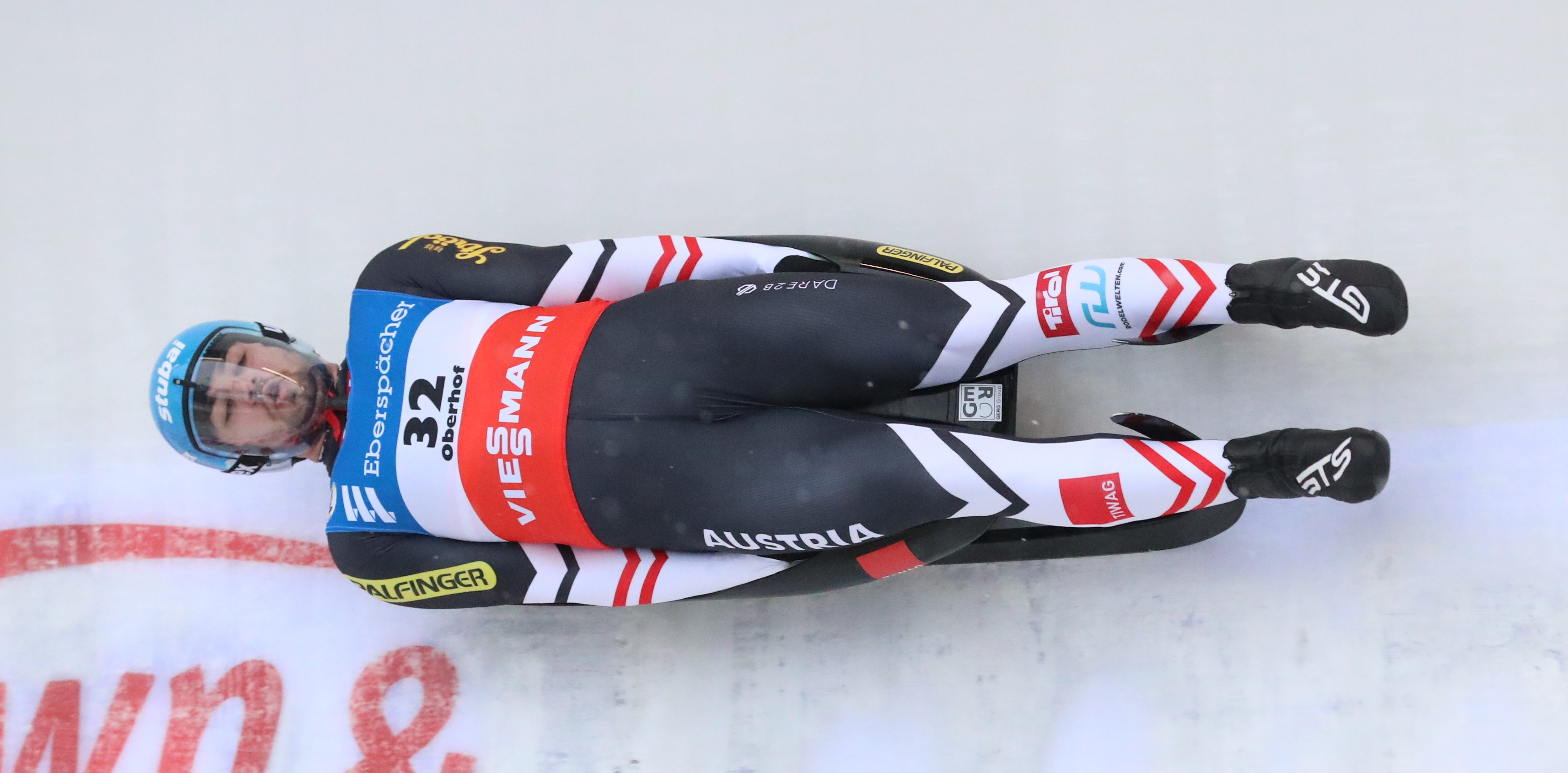
Nico Gleirscher in gara a Oberhof nel 2021

A livello assoluto esordì in Coppa del Mondo nella stagione 2015/16, il 29 novembre 2015 a Igls, concludendo la prova del singolo e in 19ª posizione. Ottenne il suo primo podio il 26 novembre 2017 a Winterberg nel singolo sprint, dove giunse al terzo posto, e la sua prima vittoria il 3 gennaio 2021 a Schönau am Königssee, dove si impose nella prova a squadre insieme a Madeleine Egle, Thomas Steu e Lorenz Koller; vinse infine la sua prima gara nel singolo il 7 febbraio 2021 a Sankt Moritz. In classifica generale, come miglior risultato, si è piazzato al sesto posto nel 2020/21.
Ha preso parte ai campionati mondiali di Schönau am Königssee 2021, vincendo la medaglia d'oro nel singolo sprint e piazzandosi in quindicesima posizione nel singolo.
Agli campionati europei detiene invece quale miglior risultato l'ottavo posto nel singolo, raggiunto nell'edizione di Sigulda 2021.

## Palmarès

### Mondiali
- 4 medaglie:
  - 1 oro (singolo sprint a Schönau am Königssee 2021);
  - 2 argenti (singolo ad Altenberg 2024; gara a squadre a Whistler 2025);
  - 1 bronzo (singolo a Whistler 2025).

### Europei
- 3 medaglie:
  - 1 argento (singolo ad Innsbruck 2024);
  - 2 bronzi (singolo a Sankt Moritz 2022; singolo a Winterberg 2025).

### Mondiali juniores
- 4 medaglie:
  - 1 argento (singolo a Sigulda 2017);
  - 3 bronzi (singolo a Lillehammer 2015; gara a squadre a Winterberg 2016; gara a squadre a Sigulda 2017).

### Europei juniores
- 4 medaglie:
  - 1 argento (singolo ad Altenberg 2016);
  - 3 bronzi (singolo, gara a squadre ad Oberhof 2015; gara a squadre ad Oberhof 2017).

### Coppa del Mondo
- Miglior piazzamento in classifica generale nel singolo: 6º nel 2020/21 e nel 2023/24.
- 22 podi (13 nel singolo, 3 nel singolo sprint, 1 nelle staffette miste singolo, 5 nelle gare a squadre):
  - 6 vittorie (4 nel singolo, 1 nel singolo sprint, 1 nelle gare a squadre);
  - 6 secondi posti (4 nel singolo, 2 nelle gare a squadre);
  - 10 terzi posti (5 nel singolo, 2 nel singolo sprint, 1 nelle staffette miste singolo, 2 nelle gare a squadre).

#### Coppa del Mondo - vittorie
| Data            | Luogo                | Paese    | Disciplina                                                     |
| --------------- | -------------------- | -------- | -------------------------------------------------------------- |
| 3 gennaio 2021  | Schönau am Königssee | Germania | Gara a squadre con Madeleine Egle, Thomas Steu e Lorenz Koller |
| 7 febbraio 2021 | Sankt Moritz         | Svizzera | Singolo                                                        |
| 4 dicembre 2022 | Innsbruck            | Austria  | Singolo                                                        |
| 4 dicembre 2022 | Innsbruck            | Austria  | Singolo sprint                                                 |
| 8 dicembre 2024 | Innsbruck            | Austria  | Singolo                                                        |
| 5 gennaio 2025  | Sigulda              | Lettonia | Singolo                                                        |

### Coppa del Mondo juniores
- Miglior piazzamento in classifica generale nel singolo: 3° nel 2014/15.

### Coppa del Mondo giovani
- Miglior piazzamento in classifica generale nel singolo: 2° nel 2013/14.